# Сан-Жульян (Порталегри)
Сан-Жулья́н (порт. São Julião) — район (фрегезия) в Португалии, входит в округ Порталегри. Является составной частью муниципалитета Порталегри. По старому административному делению входил в провинцию Алту-Алентежу. Входит в экономико-статистический субрегион Алту-Алентежу, который входит в Алентежу. Население составляет 444 человека на 2001 год. Занимает площадь 43,43 км².